# Wang Gao
Wang Gao (1515-1575) (chinês:  王杲; pinyin: wáng gǎo) foi o comandante da capital Youwei do povo jianzhou, do qual nasceu, durante o reinado de Jiajing da dinastia Ming. Era o tataravô (ou avô, como alguns estudiosos dizem) de Nurhachi. Outros estudiosos dizem que Wang Gao e Nurhachi não eram parentes de sangue.

## Vida
No início de sua vida, Wang Gao era inteligente e se tornou fluente em vários idiomas. Ele era especialmente bom em adivinhação. Em outubro de 1557, o trigésimo sexto ano do reinado de Jiajing, Wang Gao fez uma incursão furtiva em Fushun, matou o guarda Peng Wenzhu e saqueou o lugar. Em maio de 1562, o vice-comandante-em-chefe Heichun começou a governar o exército e reprimiu Wang Gao, mas foi preso e morto por este. Posteriormente, Wang Gao invadiu Liaoyang, Gushan, Fushun, Tangzhan e outros lugares, matando o comandante Wang Guozhu, Chen Qifu, Dai Mian, Wang Chongjue, Yang Wumei e matando Zong Wenluan, Yu Luan, Wang Shoulian, Tian Geng, Liu Yiming, etc. Durante o mesmo período, o beile Hada Wangtai gradualmente ganhou ímpeto e também houve muitos atritos com Wang Gao. Mais tarde, o conflito entre as duas alianças em Fushun chegou ao fim.
Wang Gao matava repetidamente representantes das autoridades Ming. Em 1574, Wang Gao reuniu as tribos tumote e taining alegando que estas estariam presas e marchou para Liaoyang e Shenyang, mas foi derrotado por Li Chengliang e o exército geral de Liaodong. Wang Gao não se atreveu a ir ao norte para escapar, teve que passar por Hada e se ofereceu à corte Ming. O imperador Wanli foi pessoalmente à Torre Wumen para receber os prisioneiros. No ano seguinte (1575), Wang Gao foi detido em Pequim. Sua esposa e muitos de seus filhos foram adquiridos por Wangtai. Atai e Ahai escaparam, mas foram mortos mais tarde por causa de tentativas malsucedidas de vingança.

## Ambiguidade
- Os "Rascunhos da História Qing" afirmavam que seus atributos nacionais eram desconhecidos e ele não explicava seu parentesco com Nurhachi.[5] Com relação a este ponto, os historiadores Qing Meng Sen e Inaba Junshan acreditam que ele está relacionado ao tabu da Dinastia Qing.[9][10]
- Inaba Junshan acreditava que Wang Gao e "Agu Dudu" eram a mesma pessoa,[11] mas Meng Sen achou que estava errado.[12] Existem outras dúvidas em outro lugar.[13][14]

## Família
- Fancha
- Ahada
- Dobel
- Wang Gao
- Atai